# Up and Coming Tour
L'Up and Coming Tour è l'undicesimo tour solista del musicista inglese Paul McCartney che ha attraversato gran parte degli Stati Uniti ed ha incluso un concerto a San Juan, questo rappresenta la prima visita di un membro dei Beatles in Porto Rico.
Il tour fu poi esteso per includere concerti in Sud America ed Europa, inoltre durante il tour McCartney è stato premiato con il Premio Gershwin. 
La scaletta tipica contiene canzoni Beatles, Wings e i lavori fatti da solista.

## Sviluppo e panoramica
Le prove per il tour furono condotte solo 3 mesi dopo la conclusione del tour precedente, e si svolsero all'O2 Arena, in compagnia di Neil Young.
Il tour è iniziato a Glendale in Arizona e ha attraversato le principali città americane come l'Hollywood Bowl di Los Angeles, Miami e alla fine si è concluso a Las Vegas.
Come di consueto suona Foxy Lady in onore di Jimi Hendrix e Hitch Hike in onore di Marvin Gaye; ha inoltre suonato (non in tutti i concerti) Tequila dei Champs e San Francisco Bay Blues di Jesse Fuller.
Il 7 luglio 2010 ha fatto un'apparizione al Ringo Starr's 70th Birthday Concert, dove si è esibito con quest'ultimo in canzoni dai Beatles e dalla band All-Starr di Ringo, con molti altri musicisti ospiti tra cui Yōko Ono.
McCartney ha poi annunciato una data iniziale europea al festival dell'isola di Wight, prima sua apparizione in Scozia dal 1990, seguito da una data in Galles, anch'esso un ritorno dopo vari anni, ha in seguito continuato in Messico ed è tornato negli Stati Uniti per delle esibizioni aggiuntive in nuove città tra cui Nashville, Pittsburgh, Toronto (Canada), dove si esibì col supporto della Pipe Band Society of Ontario e San Francisco – sua prima apparizione dall'ultimo tour dei Beatles – molte di queste esibizioni furono raddoppiate per richiesta del pubblico, infatti i biglietti si erano esauriti in tempi brevissimi, addirittura 2 minuti.
Per il 2011 furono previsti concerti in Argentina e Brasile, anch'essi raddoppiati perché sold out molto velocemente.

## Dati tecnici
Il tour ha richiesto l'uso di 31 camion per trasportare l'intero equipaggiamento, di un peso di circa 57,000 kg. I concerti al chiuso disponevano di 90 casse audio, mentre quelli all'aperto circa 130. Dietro le quinte c'erano 14 uffici di controllo e altrettanti camerini, più un'aula ricreativa dove lo staff e il personale veniva servito con un pasto vegetariano (ne venivano serviti circa 480 al giorno).
Il 20 maggio 2010 Paul aprì la sua seconda webchat (la prima fu nel 1997, ovvero il suo domain PaulMcCartney.com), dove comunicava annunci e rilasciava interviste direttamente dalla Stazione Radio del Sussex, teneva sondaggi e contest ai fan e annunciava nuove date del tour in esclusiva.
Sempre nel 2010 apre The Paul McCartney Project, database esaustivo dai fan sull'artista che accoglie contributi da altri utenti ispirandosi a Wikipedia.

## Premio Gershwin
Durante il tour, McCartney fu invitato alle premiazioni del Gershwin Prize dalla Biblioteca del Congresso, ricevendo il premio per la categoria "canzone più famosa", consegnatoli dal presidente Barack Obama.
Dopo la premiazione McCartney tenne uno spettacolo nella Casa Bianca dove suonò Eleanor Rigby, Let It Be e Michelle (tributo a Michelle Obama), venne poi raggiunto da Stevie Wonder ed esibirono Ebony and Ivory per poi finire con Hey Jude.
Presenti alla premiazione erano Faith Hill, Emmylou Harris, Jack White, Dave Grohl, Lang Lang, Jonas Brothers, Herbie Hancock, Corinne Bailey Rae ed Elvis Costello, che tennero i loro concerti separati.

## Opinione pubblica

### Nord America
L'opinione pubblica della tappa americana fu generalmente positiva.
A Phoenix, l'Arizona Republic dichiarò: "Ci scusiamo con Ringo Starr, ma l'eredità dei Beatles non poteva finire in mani migliori che quelle di McCartney".
A Los Angeles McCartney stesso commento: "L'ultima volta che venimmo qui eravamo dei ragazzi", mentre a Miami "C'era un po' di tutto, immagini di Beatles: Rock Band, membri AARP che controllavano gli spalti riempiti dalla folla, – che aveva fotocamere digitali invece di cartelli di protesta – e una cover di Something".

### Sud America
Ai concerti di Buenos Aires, le prevendite iniziarono il 10 ottobre su CrowdSurge, ma furono spostati sul sito della Ticketek dopo che l'intero sistema andò in crash nei primi 4 minuti dall'apertura, una seconda prevendita sarà disponibile sul sito per un secondo concerto, che verrà esaurito anch'esso in poche ore.
Rede Globo, network televisivo brasiliano, mandò in onda una compilation dei "migliori momenti" del concerto a San Paolo, anch'esso esaurito in circa 10 ore.

## Personale

### Paul McCartney Band
- Paul McCartney - voce solista e di supporto, basso, chitarra acustica, pianoforte, chitarra elettrica, ukulele, mandolino, sintetizzatore, vocoder, percussioni
- Rusty Anderson - voce di supporto, chitarra elettrica, chitarra acustica
- Paul 'Wix' Wickens - voce di supporto, tastiere, chitarra elettrica, percussioni, armonica, fisarmonica, maracas, tamburello, shaker, legnetti
- Brian Ray - voce di supporto, chitarra elettrica, chitarra acustica, basso
- Abe Laboriel Jr. - voce di supporto, batterie, percussioni

### Apparizioni/Ruoli di Supporto
- Neil Young - voce di supporto, chitarra ritmica (prove)
- Stevie Wonder - voce solista e di supporto, pianoforte elettrico, sintetizzatore, batterie, drum machine, percussioni
- Ringo Starr - batterie, grancassa, timpano, rullante, piatti
- Steve Lukather - chitarra elettrica, pickup, amplificatori
- Colin Hay - chitarra ritmica, basso
- Gregg Rolie - organo, pianoforte, tastiere
- Edgar Winter - tastiere, sassofono, percussioni
- Stevie van Zandt - chitarra, mandolino
- Nils Lofgren - chitarra, dobro, banjo, tastiere
- Yōko Ono - tamburello, campanaccio

#### Pipe Band Society of Ontario
- Andrew B. Giles - pipe major
- Kevin Shand - drum sergeant
- numerosi volontari - cornamusa scozzese, rullante, grancassa[7]

## Date del tour

### 2010

#### Nord America
| Data           | Città             | Paese       | Luogo                        |
| -------------- | ----------------- | ----------- | ---------------------------- |
| 28 marzo 2010  | Glendale          | Stati Uniti | Jobing.com Arena             |
| 30 marzo 2010  | Los Angeles       | Stati Uniti | Hollywood Bowl               |
| 31 marzo 2010  | Los Angeles       | Stati Uniti | Hollywood Bowl               |
| 3 aprile 2010  | Miami             | Stati Uniti | Sun Life Stadium             |
| 5 aprile 2010  | San Juan          | Porto Rico  | José Miguel Agrelot Coliseum |
| 27 maggio 2010 | Città del Messico | Messico     | Foro Sol                     |
| 28 maggio 2010 | Città del Messico | Messico     | Foro Sol                     |

#### Europa
| 22 marzo 2010  | Londra  | Inghilterra | O2 Arena           |
| 12 giugno 2010 | Dublino | Irlanda     | RDS Arena          |
| 13 giugno 2010 | Newport | Inghilterra | Seaclose Park      |
| 20 giugno 2010 | Glasgow | Scozia      | Hampden Park       |
| 26 giugno 2010 | Cardiff | Galles      | Millennium Stadium |
| 27 giugno 2010 | Londra  | Inghilterra | Hyde Park          |

#### Nord America
| 2 giugno 2010  | Washington, D.C. | Stati Uniti | White House             |
| 7 luglio 2010  | New York         | Stati Uniti | Radio City Music Hall   |
| 10 luglio 2010 | San Francisco    | Stati Uniti | AT&T Park               |
| 13 luglio 2010 | Salt Lake City   | Stati Uniti | Rio Tinto Stadium       |
| 15 luglio 2010 | Denver           | Stati Uniti | Pepsi Center            |
| 24 luglio 2010 | Kansas City      | Stati Uniti | Sprint Center           |
| 26 luglio 2010 | Nashville        | Stati Uniti | Bridgestone Arena       |
| 28 luglio 2010 | Charlotte        | Stati Uniti | Time Warner Cable Arena |
| 8 agosto 2010  | Toronto          | Canada      | Air Canada Centre       |
| 9 agosto 2010  | Toronto          | Canada      | Air Canada Centre       |
| 12 agosto 2010 | Montréal         | Canada      | Bell Centre             |
| 14 agosto 2010 | Filadelfia       | Stati Uniti | Wachovia Center         |
| 15 agosto 2010 | Filadelfia       | Stati Uniti | Wachovia Center         |
| 18 agosto 2010 | Pittsburgh       | Stati Uniti | Consol Energy Center    |
| 19 agosto 2010 | Pittsburgh       | Stati Uniti | Consol Energy Center    |

#### Sud America
| 7 novembre 2010  | Porto Alegre | Brasile   | Estádio Beira-Rio   |
| 10 novembre 2010 | Buenos Aires | Argentina | River Plate Stadium |
| 11 novembre 2010 | Buenos Aires | Argentina | River Plate Stadium |
| 21 novembre 2010 | San Paolo    | Brasile   | Estádio do Morumbi  |
| 22 novembre 2010 | San Paolo    | Brasile   | Estádio do Morumbi  |

#### Nord America
| 13 dicembre 2010 | New York | Stati Uniti | Apollo Theater |

#### Europa
| 18 dicembre 2010 | Londra    | Inghilterra | HMV Hammersmith Apollo |
| 20 dicembre 2010 | Liverpool | Inghilterra | O2 Academy Liverpool   |

### 2011

#### Sud America
| 9 maggio 2011  | Lima              | Perù    | Estadio Monumental "U"                   |
| 11 maggio 2011 | Santiago del Cile | Cile    | Estadio Nacional Julio Martínez Prádanos |
| 22 maggio 2011 | Rio de Janeiro    | Brasile | Estádio Olímpico João Havelange          |
| 23 maggio 2011 | Rio de Janeiro    | Brasile | Estádio Olímpico João Havelange          |

#### Nord America
| 10 giugno 2011 | Las Vegas | Stati Uniti | MGM Grand Garden Arena |

## Scaletta
La scaletta viene cambiata di tappa in tappa, ma queste sono le canzoni più comuni.
1. Venus and Mars/Rock Show (Wings) / Magical Mystery Tour / Hello Goodbye (Beatles)
2. Jet (Wings)
3. All My Loving (Beatles)
4. Letting Go (Wings)
5. Got to Get You into My Life / Drive My Car (Beatles)
6. Highway (The Fireman)
7. Let Me Roll It (snippet Foxy Lady) (Wings)
8. The Long and Winding Road (Beatles)
9. Nineteen Hundred and Eighty-Five (Wings)
10. Let 'Em In (Wings)
11. My Love (Wings)
12. I'm Looking Through You / I've Just Seen a Face (Beatles)
13. Two of Us / And I Love Her (Beatles)
14. Blackbird (Beatles)
15. Here Today (solista)
16. Dance Tonight (solista)
17. Mrs. Vandebilt (Wings)
18. Eleanor Rigby (Beatles)
19. Ram On (solista)
20. Something (Beatles)
21. Sing the Changes (The Fireman)
22. Band on the Run (Wings)
23. Ob-La-Di, Ob-La-Da (Beatles)
24. Back in the U.S.S.R. (Beatles)
25. I've got a Feeling (Beatles)
26. Paperback Writer (Beatles)
27. A Day in the Life (Beatles) / Give Peace a Chance (Plastic Ono Band)
28. Let It Be (Beatles)
29. Live and Let Die (Wings)
30. Hey Jude (Beatles)

Segmento Encore
1. Day Tripper (Betales)
2. Lady Madonna (Beatles)
3. Get Back (Beatles)
4. Yesterday (Beatles)
5. Mull of Kintyre (solista)
6. Helter Skelter / Sgt. Pepper's Lonely Hearts Club Band (Reprise) / The End (Beatles)

### Scalette alternative
- Jobing.com Arena
- Hollywood Bowl (più versioni)
- José Miguel Agrelot Coliseum / Foro Sol (più versioni) / Hampden Park / Sprint Center / Time Warner Cable Arena / Air Canada Centre (più versioni) / Wechovia Center (più versioin) / Consol Energy Center (più versioni) / Beira Rio Stadium / Estádio do Morumbi (più versioni)
- Sun Life Stadium / RDS Arena / Millennium Stadium / Hyde Park / AT&T Park / Pepsi Center / Bridgestone Arena / River Plate Stadium (più versioni)
- Isle of Wight Festival
- The Old Vic 192
- Apollo Theater
- Hammersmith Apollo
- Liverpool O2
- Monumental Stadium / Nacional Stadium / Olimpico Stadium (più versioni)
- MGM Grand Garden Arena